# Brian Bellows
Brian Bellows (ur. 1 września 1964 w St. Catharines) – kanadyjski hokeista zawodowy. W latach 1982–1999 występował w lidze NHL na pozycji prawego skrzydłowego. Wybrany z numerem 2 w pierwszej rundzie draftu NHL w 1982 roku przez Minnesota North Stars. Grał w drużynach: Minnesota North Stars, Montreal Canadiens, Tampa Bay Lightning, Anaheim Mighty Ducks oraz Washington Capitals.

## Statystyki NHL
- W sezonach zasadniczych NHL rozegrał łącznie 1188 spotkań, w których strzelił 485 bramek oraz zaliczył 537 asyst. W klasyfikacji kanadyjskiej zdobył więc łącznie 1022 punkty. 718 minut spędził na ławce kar.
- W play-offach NHL brał udział 13-krotnie. Rozegrał w nich łącznie 143 spotkania, w których strzelił 51 bramek oraz zaliczył 71 asyst, co w klasyfikacji kanadyjskiej daje razem 122 punkty. 143 minuty spędził na ławce kar.

## Sukcesy
Indywidualne
- George Parsons Trophy: 1982